# UGT2B4
UDP glukuronoziltransferaza 2 familija, polipeptid B4, takođe poznata kao UGT2B4, je enzim koji je kod ljudi kodiran genom UGT2B4.

## Function
UGT2B4 je uglavnom uključen u glukuronidaciju hiodezoksiholne kiseline, žučne kiseline i katehol-estrogena, kao što su 17-epiestriol i 4-hidroksi-estron.
Izražavanje enzima UGT2B4 pojačava farnezoidni X receptor (FXR), nuklearni receptor koji se aktivira žučnim kiselinama. Ove iste žučne kiseline su supstrati za enzim UGT2B4. Otuda povećanje regulacije UGT2B4 aktiviranim FXR-om obezbeđuje mehanizam za detekciju, konjugaciju i naknadnu eliminaciju toksičnih žučnih kiselina.

## Literatura
- Mackenzie PI, Owens IS, Burchell B,  . (1997). „The UDP glycosyltransferase gene superfamily: recommended nomenclature update based on evolutionary divergence”. Pharmacogenetics. 7 (4): 255—69. PMID 9295054. doi:10.1097/00008571-199708000-00001.
- Kadlubar FF, Miller JA, Miller EC (1977). „Hepatic microsomal N-glucuronidation and nucleic acid binding of N-hydroxy arylamines in relation to urinary bladder carcinogenesis”. Cancer Res. 37 (3): 805—14. PMID 13929.
- Ritter JK, Chen F, Sheen YY,  . (1992). „Two human liver cDNAs encode UDP-glucuronosyltransferases with 2 log differences in activity toward parallel substrates including hyodeoxycholic acid and certain estrogen derivatives”. Biochemistry. 31 (13): 3409—14. PMID 1554722. doi:10.1021/bi00128a015.
- Fournel-Gigleux S, Jackson MR, Wooster R, Burchell B (1989). „Expression of a human liver cDNA encoding a UDP-glucuronosyltransferase catalysing the glucuronidation of hyodeoxycholic acid in cell culture”. FEBS Lett. 243 (2): 119—22. PMID 2492950. S2CID 36610635. doi:10.1016/0014-5793(89)80111-5 .
- Jackson MR, McCarthy LR, Harding D,  . (1987). „Cloning of a human liver microsomal UDP-glucuronosyltransferase cDNA”. Biochem. J. 242 (2): 581—8. PMC 1147744 . PMID 3109396. doi:10.1042/bj2420581.
- Monaghan G, Clarke DJ, Povey S,  . (1995). „Isolation of a human YAC contig encompassing a cluster of UGT2 genes and its regional localization to chromosome 4q13”. Genomics. 23 (2): 496—9. PMID 7835904. doi:10.1006/geno.1994.1531.
- Jin CJ, Miners JO, Lillywhite KJ, Mackenzie PI (1993). „cDNA cloning and expression of two new members of the human liver UDP-glucuronosyltransferase 2B subfamily”. Biochem. Biophys. Res. Commun. 194 (1): 496—503. PMID 8333863. doi:10.1006/bbrc.1993.1847.
- Babu SR, Lakshmi VM, Huang GP,  . (1996). „Glucuronide conjugates of 4-aminobiphenyl and its N-hydroxy metabolites. pH stability and synthesis by human and dog liver”. Biochem. Pharmacol. 51 (12): 1679—85. PMID 8687483. doi:10.1016/0006-2952(96)00165-7.
- Monaghan G, Burchell B, Boxer M (1997). „Structure of the human UGT2B4 gene encoding a bile acid UDP-glucuronosyltransferase”. Mamm. Genome. 8 (9): 692—4. PMID 9271674. S2CID 31839619. doi:10.1007/s003359900539.
- King CD, Rios GR, Assouline JA, Tephly TR (1999). „Expression of UDP-glucuronosyltransferases (UGTs) 2B7 and 1A6 in the human brain and identification of 5-hydroxytryptamine as a substrate”. Arch. Biochem. Biophys. 365 (1): 156—62. PMID 10222050. doi:10.1006/abbi.1999.1155.
- Lévesque E, Beaulieu M, Hum DW, Bélanger A (1999). „Characterization and substrate specificity of UGT2B4 (E458): a UDP-glucuronosyltransferase encoded by a polymorphic gene”. Pharmacogenetics. 9 (2): 207—16. PMID 10376768.
- Strassburg CP, Kneip S, Topp J,  . (2000). „Polymorphic gene regulation and interindividual variation of UDP-glucuronosyltransferase activity in human small intestine”. J. Biol. Chem. 275 (46): 36164—71. PMID 10748067. doi:10.1074/jbc.M002180200 .
- Strausberg RL, Feingold EA, Grouse LH,  . (2003). „Generation and initial analysis of more than 15,000 full-length human and mouse cDNA sequences”. Proc. Natl. Acad. Sci. U.S.A. 99 (26): 16899—903. Bibcode:2002PNAS...9916899M. PMC 139241 . PMID 12477932. doi:10.1073/pnas.242603899 .
- Barbier O, Torra IP, Sirvent A,  . (2003). „FXR induces the UGT2B4 enzyme in hepatocytes: a potential mechanism of negative feedback control of FXR activity”. Gastroenterology. 124 (7): 1926—40. PMID 12806625. doi:10.1016/S0016-5085(03)00388-3.
- Barbier O, Duran-Sandoval D, Pineda-Torra I,  . (2003). „Peroxisome proliferator-activated receptor alpha induces hepatic expression of the human bile acid glucuronidating UDP-glucuronosyltransferase 2B4 enzyme”. J. Biol. Chem. 278 (35): 32852—60. PMID 12810707. doi:10.1074/jbc.M305361200 .
- Saeki M, Saito Y, Jinno H,  . (2005). „Single nucleotide polymorphisms and haplotype frequencies of UGT2B4 and UGT2B7 in a Japanese population”. Drug Metab. Dispos. 32 (9): 1048—54. PMID 15319348.
- Gerhard DS, Wagner L, Feingold EA,  . (2004). „The Status, Quality, and Expansion of the NIH Full-Length cDNA Project: The Mammalian Gene Collection (MGC)”. Genome Res. 14 (10B): 2121—7. PMC 528928 . PMID 15489334. doi:10.1101/gr.2596504.
- Kimura K, Wakamatsu A, Suzuki Y,  . (2006). „Diversification of transcriptional modulation: Large-scale identification and characterization of putative alternative promoters of human genes”. Genome Res. 16 (1): 55—65. PMC 1356129 . PMID 16344560. doi:10.1101/gr.4039406.
- Barre L, Fournel-Gigleux S, Finel M,  . (2007). „Substrate specificity of the human UDP-glucuronosyltransferase UGT2B4 and UGT2B7. Identification of a critical aromatic amino acid residue at position 33”. FEBS J. 274 (5): 1256—64. PMID 17263731. S2CID 27151203. doi:10.1111/j.1742-4658.2007.05670.x .